# Luís de Gales
Luís Artur Carlos (em inglês:  Louis Arthur Charles; Londres, 23 de abril de 2018) é a terceira criança e segundo filho homem do príncipe Guilherme, Príncipe de Gales e sua esposa Catarina, Princesa de Gales, sendo neto do rei Carlos III do Reino Unido e da sua primeira esposa, Diana, Princesa de Gales, além de bisneto da rainha Isabel II do Reino Unido, e de seu marido, o príncipe Filipe, Duque de Edimburgo. Luís ocupa a quarta posição na linha de sucessão dos Reinos da Comunidade de Nações, atrás do seu pai príncipe Guilherme e dos seus irmãos mais velhos, Jorge e Carlota. Ele é intitulado como Príncipe Luís de Gales.

## Nascimento
Em 4 de setembro de 2017, o Palácio de Kensington anunciou oficialmente que o Príncipe Guilherme e a sua esposa, Catarina, Princesa de Gales, estavam esperando o seu terceiro filho. Em 17 de outubro de 2017, confirmaram que a criança estava prevista para nascer no mês de abril de 2018. A Princesa começou a sua licença maternidade de onze semanas em 22 de março de 2018.
Catarina, Princesa de Gales, entrou em trabalho de parto na madrugada de 23 de abril de 2018. Ela deu à luz um menino pesando 3,8 quilos às 11:01 horas no horário local (10:01 UTC) no mesmo dia.
Ele tem dois irmãos maiores: o príncipe Jorge de Gales e a princesa Carlota de Gales.
Em 27 de abril de 2018, foi anunciado oficialmente o nome do bebê que foi nomeado oficialmente em inglês como Louis Arthur Charles. Os significados dos seus nomes são:
- Louis: em referência ao seu tio-tataravô paterno Louis Mountbatten, 1.º Conde Mountbatten da Birmânia.
- Arthur: um nome bastante usado como nome do meio pela família real britânica, também é associado ao famoso rei Rei Artur da Grã-Bretanha e ainda é um dos nomes do meio de seu pai, o príncipe Guilherme, Duque de Cambridge.
- Charles: em referência ao seu avó paterno, o rei Charles III do Reino Unido.

A família de Cambridge e, por consequência Luís, tem com residência oficial o Palácio de Kensington (conhecido como Apartamento 1A), localizado na capital Londres. Fora isso, a família também tem uma residência rural privada oficial, o chamado Anmer Hall, uma residência em estilo jorgiano que está localizada na vila inglesa de Anmer, no condado inglês de Norfolk, ao norte da Inglaterra. O imóvel está localizado próximo da famosa e privada mansão rural Sandringham House da rainha Isabel II do Reino Unido.

## Batizado
No dia 20 de junho de 2018, o Palácio de Kensington anunciou que o batizado de Luís aconteceria no dia 9 de julho de 2018, na Capela Real, no Palácio de St. James. O mesmo local foi utilizado para o batizado de seu irmão mais velho, Jorge, em 2013. A cerimônia foi realizada pelo Arcebispo de Cantuária, Justin Welby.
O príncipe Luís teve seis padrinhos: Lucy Middleton, Harry Aubrey-Fletcher, Laura Meade, Guy Pelly, Hanna Carter e Nicholas Van Cutsem. A cerimônia bem íntima e privada contou com apenas 30 convidados, estando entre eles os padrinhos e os seus cônjuges e o príncipe Henrique, Duque de Sussex, acompanhado de sua esposa, Meghan, Duquesa de Sussex. A Rainha Isabel II do Reino Unido e seu marido, o príncipe Filipe, Duque de Edimburgo, não puderam comparecer graças a vários compromissos durante a semana, como uma reunião com Donald Trump. Depois do batismo, o Duque e a Duquesa de Cambridge deram um chá privado na Clarence House. No chá foi servida uma réplica do bolo de casamento dos duques que ocorreu em 2011.

## Participações em eventos públicos
Em 08 de junho de 2019, o príncipe Luís fez a sua primeira aparição pública na varanda do Palácio de Buckingham durante os festejos do Trooping the Color ao lado dos demais membros da família real britânica.
Em março de 2020, Luís se juntou a seus dois irmãos em um vídeo online para aplaudir os principais trabalhadores que lidam com a Pandemia de COVID-19.
Em setembro de 2020, Luís, ao lado dos irmãos, conheceu David Attenborough. O Palácio de Kensington posteriormente divulgou um vídeo deles fazendo perguntas a Attenborough sobre a preservação ambiental.
Em dezembro de 2020, Luís e seus irmãos fizeram a primeira aparição no tapete vermelho acompanhados de seus pais no teatro London Palladiumpela na apresentação de uma pantomima realizada para agradecer aos principais trabalhadores pelos seus esforços durante a Pandemia de COVID-19. 

## Educação
Em agosto de 2022, com a mudança da família para Adelaide Cottage, em Windsor, Luís iniciou seus estudos na Lambrook School, em Berkshire, onde também foram matriculados seus irmãos. 

## Títulos, homenagens e outros destaques
- 23 de abril de 2018 - 8 de setembro de 2022: Sua Alteza Real, Príncipe Luís de Cambridge[8]
- 8 de setembro de 2022 - 9 de setembro de 2022: Sua Alteza Real, Príncipe Luís da Cornualha e Cambridge
- 9 de setembro de 2022 - presente: Sua Alteza Real, Príncipe Luís de Gales

Com o seu nascimento, o bebê recebeu o título de príncipe do Reino Unido da Grã-Bretanha e Irlanda do Norte e deve ser tratado como "Sua Alteza Real, Príncipe Luís de Gales". Todos os filhos do então Duque e Duquesa de Cambridge beneficiarão do tratamento de Sua Alteza Real e dos títulos de príncipe ou princesa do Reino Unido. Anteriormente, tal privilégio era reservado apenas ao primogênito (no caso, Jorge), mas a rainha Isabel II do Reino Unido modificou esta regra no final de 2012. Luís é também um dos primeiros na colocação da linha de sucessão ao trono britânico. Em um passado recente, ele ficaria acima de sua irmã, a princesa Carlota. No entanto, esta regra foi modificada em 2012, desconsiderando o gênero na ordem de sucessão e considerando apenas a primogenitura.